# Centers for Disease Control and Prevention
Centers for Disease Control and Prevention, CDC – agencja rządu federalnego Stanów Zjednoczonych wchodząca w skład Departamentu Zdrowia i Opieki Społecznej. Jej siedziba główna znajduje się w Atlancie (w Georgii), w sąsiedztwie kampusu Uniwersytetu Emory’ego. 
Zadaniem CDC jest zapobieganie chorobom (zwłaszcza zakaźnym) oraz ich monitoring i zwalczanie, a także zajmowanie się zagadnieniami zdrowotnymi związanymi ze środowiskiem naturalnym, środowiskiem pracy, a także z szeroko pojętą profilaktyką i poprawą stanu zdrowia społeczeństwa amerykańskiego.
CDC ma ogromne znaczenie, także w wymiarze ogólnoświatowym, jako instytucja posiadająca zasoby materialne oraz potencjał naukowy w profilaktyce, rozpoznawaniu i zwalczaniu chorób i nowo pojawiających się zagrożeń zdrowotnych (na przykład AIDS, gorączki krwotocznej, bioterroryzmu).